# Slakovec
Slakovec, (mađarski Édeskút) naselje u općini Nedelišće i ima 497 stanovnika u 137 domaćinstava (2001.). Geografski gledano tu ravnica prelazi u bregovito područje. Slakovec je okružen šumama i lugovima. Čakovec je u samoj blizini (3 km zračna linija), dok do Varaždina ima 11 kilometara.  Slakovec je, kao i Nedelišće i Pušćine, prilično snažno privredno središte, s osobito razvijenim obrtništvom. 
Slakovcu notu osobnosti daje i Dom za starije i nemoćne Buza, ali i ribnjak Jegerseg. U njemu djeluju udruge: Dobrovoljno vatrogasno društvo osnovano 1931. godine, NK Sloboda Slakovec i teniski klub "C Lab". Za vjerski život specifične su kapelice svetog Križa i svetog Florijana, a Slakovec pripada župi Presvetog Trojstva Nedelišće. Svete mise služe se jednom tjedno i uz Proštenje.
Nekada je u tom mjestu bila Područna škola. Zbog premalog broja djece zatvorena je 1967. godine pa su osnovci počeli polaziti Područnu školu u Dunjkovcu.

## Stanovništvo
| broj stanovnika | 142   |       | 162   | 226   | 208   | 286   | 265   | 314   | 415   | 406   | 398   | 396   | 439   | 449   | 497   | 559   | 508   |
|                 | 1857. | 1869. | 1880. | 1890. | 1900. | 1910. | 1921. | 1931. | 1948. | 1953. | 1961. | 1971. | 1981. | 1991. | 2001. | 2011. | 2021. |